# 홈 화면

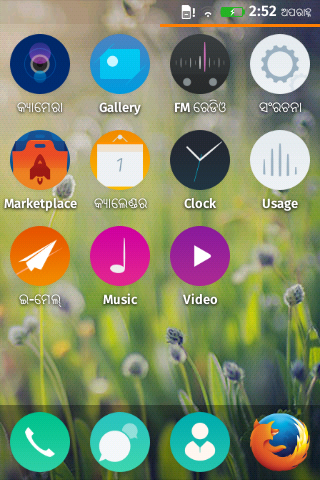
파이어폭스 OS의 홈 화면

홈 화면, 홈 스크린(home screen) 또는 시작 화면(start screen)은 장치나 컴퓨터 프로그램의 메인 화면이다. 홈 스크린은 사용자가 원하는 대로 아이콘을 재배치하기 때문에 동일하지 않으며, 홈 스크린은 모바일 운영 체제마다 다른 경우가 많다. 거의 모든 스마트폰에는 일반적으로 프로그램, 설정 및 알림에 대한 링크를 표시하는 몇 가지 형태의 홈 스크린이 있다.

## 흔한 기능
홈 스크린은 일반적으로 여러 페이지에 걸쳐 배열할 수 있는 응용 프로그램 링크 또는 바로가기의 그리드로 구성되며, 전화 기능에 액세스하는 사용자의 주요 방법 역할을 한다. 홈 스크린은 또한 화면 가장자리를 따라 도크를 포함하는 경향이 있는데, 여기서 애플리케이션 링크는 홈 스크린의 어느 페이지에서나 저장되고 접근할 수 있다. 대부분의 운영 체제에서는 사용자가 응용 프로그램 링크를 추가로 구성하기 위해 홈 스크린에 폴더를 추가할 수 있다. 일부 홈 화면에는 푸시 알림이 표시되거나 특정 시스템 설정에 액세스할 수 있는 패널이 포함될 수도 있다.
응용 프로그램 링크 외에도 많은 홈 스크린은 윈도우 폰의 라이브 타일이나 안드로이드의 위젯과 같은 주변 정보를 표시할 수 있다. 이러한 타일이나 위젯은 애플리케이션에 링크될 수 있지만 정적 아이콘 대신 현재의 동적 정보를 보여준다는 점에서 기존의 링크와는 다르다. 그러나 정보의 관련성 증가는 장치 배터리 수명, 대역폭 및 정적 응용 프로그램 아이콘이 제공하는 인식 용이성의 대가를 치르게 할 수 있다.

## 대체 홈 화면
대부분의 홈 스크린이 비슷한 구조를 가지고 있지만, 모든 것이 공통적으로 설계된 것은 아니다. 덜 흔한 홈 스크린 패러다임의 두 가지 주목할 만한 예로는 시리와 웹OS가 있다. 전자는 애플의 자연어 사용자 인터페이스로 애플리케이션 열기, 관련 데이터 표시, 전화 설정 관리와 같은 전통적인 홈 스크린과 유사한 기능을 수행한다. 후자는 다른 모바일 운영 체제의 작업 관리자와 비슷하게 애플리케이션의 현재 상태를 모방하는 완전히 동적인 애플리케이션 아이콘을 사용한 것으로 유명하다.
대부분의 모바일 운영 체제에는 기본 홈 스크린이 포함되어 있지만 일부 장치에서는 사용자가 기본 홈 스크린을 다른 애플리케이션이나 타사 홈 스크린으로 대체할 수 있으므로 추가적인 홈 스크린 패러다임이 가능하다.

## 역사
홈 스크린의 첫 번째 예들 중 하나는 1997년에 데뷔한 팜파일럿에서 찾을 수 있다. 초기 홈 스크린은 현재의 반복 화면보다 사용자 지정이 덜 가능했다. 예를 들어, 초기 버전의 iOS에서는 사용자가 홈 스크린에서 응용 프로그램을 재정렬하거나 배경 이미지를 변경할 수 없었다.
홈 스크린은 종종 모바일 운영 체제와 상호 작용하는 주요 방법으로 사용되기 때문에 운영 체제 업데이트 중에 느리게 변경되는 경향이 있다.

## 같이 보기
- 모바일 운영체제
- 스마트폰
- 홈페이지